# Across the Dark
Across the Dark četvrti je studijski album finskog melodičnog death metal sastava Insomnium. Diskografska kuća Candlelight Records objavila ga je 7. rujna 2009.
Pjesma "Weighed Down with Sorrow" posvećena je Miiki Tenkuli.

## Popis pjesama
| 1.    | »Equivalence«               | Ville Friman  | Friman          | 3:18 |
| 2.    | »Down with the Sun«         | Niilo Sevänen | Friman          | 4:22 |
| 3.    | »Where the Last Wave Broke« | Friman        | Friman          | 5:03 |
| 4.    | »The Harrowing Years«       | Sevänen       | Friman, Sevänen | 6:39 |
| 5.    | »Against the Stream«        | Friman        | Friman          | 6:11 |
| 6.    | »Lay of the Autumn«         | Sevänen       | Sevänen         | 9:08 |
| 7.    | »Into the Woods«            | Ville Vänni   | Friman          | 5:08 |
| 8.    | »Weighed Down with Sorrow«  | Friman        | Friman          | 5:51 |
| 45:40 |                             |               |                 |      |

## Zasluge
Insomnium
- Ville Friman – gitara, klavijature, produkcija
- Ville Vänni – gitara
- Niilo Sevänen – vokal, bas-gitara, klavijature
- Markus Hirvonen – bubnjevi

Dodatni glazbenici
- Jules Näveri – čisti vokal (na pjesmama 3., 4., 6.)
- Aleksi Munter – klavijature

Ostalo osoblje
- Samu Oittinen – produkcija, snimanje, miks
- Minerva Pappi – mastering
- Hannu Honkonen – snimanje
- Terhi Ylimäinen – fotografije
- Wille Naukkarinen – grafički smjer, fotografije